# Université fédérale du Nord (Arctique)
L'Université fédérale du Nord (Arctique) MV Lomonossov (en russe : Северный (Арктический) Федеральный университет имени М. В. Ломоносова), ou NArFU en abrégé, est une université fédérale située à Arkhangelsk. Elle est établie conformément au décret du président russe Dmitri Medvedev en  juin 2010 à la place de l'Université technique d'État d'Arkhangelsk et d'autres établissements.

## Relations internationales
L'université est membre de l’Université de l'Arctique. UArctic est un réseau international d’universités, d’instituts de recherche et d’organisations ayant pour but de promouvoir, coordonner et soutenir la recherche ainsi que l’éducation en régions arctiques. Cependant, depuis le début de la guerre russo-ukrainienne, la collaboration a été interrompue.